# Candesoubre
Der Candesoubre (französisch: Ruisseau de Candesoubre) ist ein kleiner Fluss in Frankreich, der in der Region Okzitanien verläuft. Er entspringt im nordwestlichen Gemeindegebiet von Cassagnoles, im Regionalen Naturpark Haut-Languedoc, entwässert im Oberlauf generell in nordöstlicher Richtung, schwenkt dann auf Nordwest und mündet nach insgesamt rund 16 Kilometern an der Gemeindegrenze von Sauveterre und Albine als linker Nebenfluss in den Thoré. Auf seinem Weg bildet der Candesoubre zunächst die Grenze zwischen den Départements Herault und Tarn, bevor er bei seinem Richtungsschwenk gänzlich ins Département Tarn übergeht.

## Orte am Fluss
(Reihenfolge in Fließrichtung)
- Salettes, Gemeinde Cassagnoles
- Lebrat, Gemeinde Lacabarède
- Calvet, Gemeinde Ferrals-les-Montagnes
- Sales, Gemeinde Lacabarède
- Dressou, Gemeinde Lacabarède
- Rabasset, Gemeinde Sauveterre
- Albine